# Strażnica KOP „Szapowały”

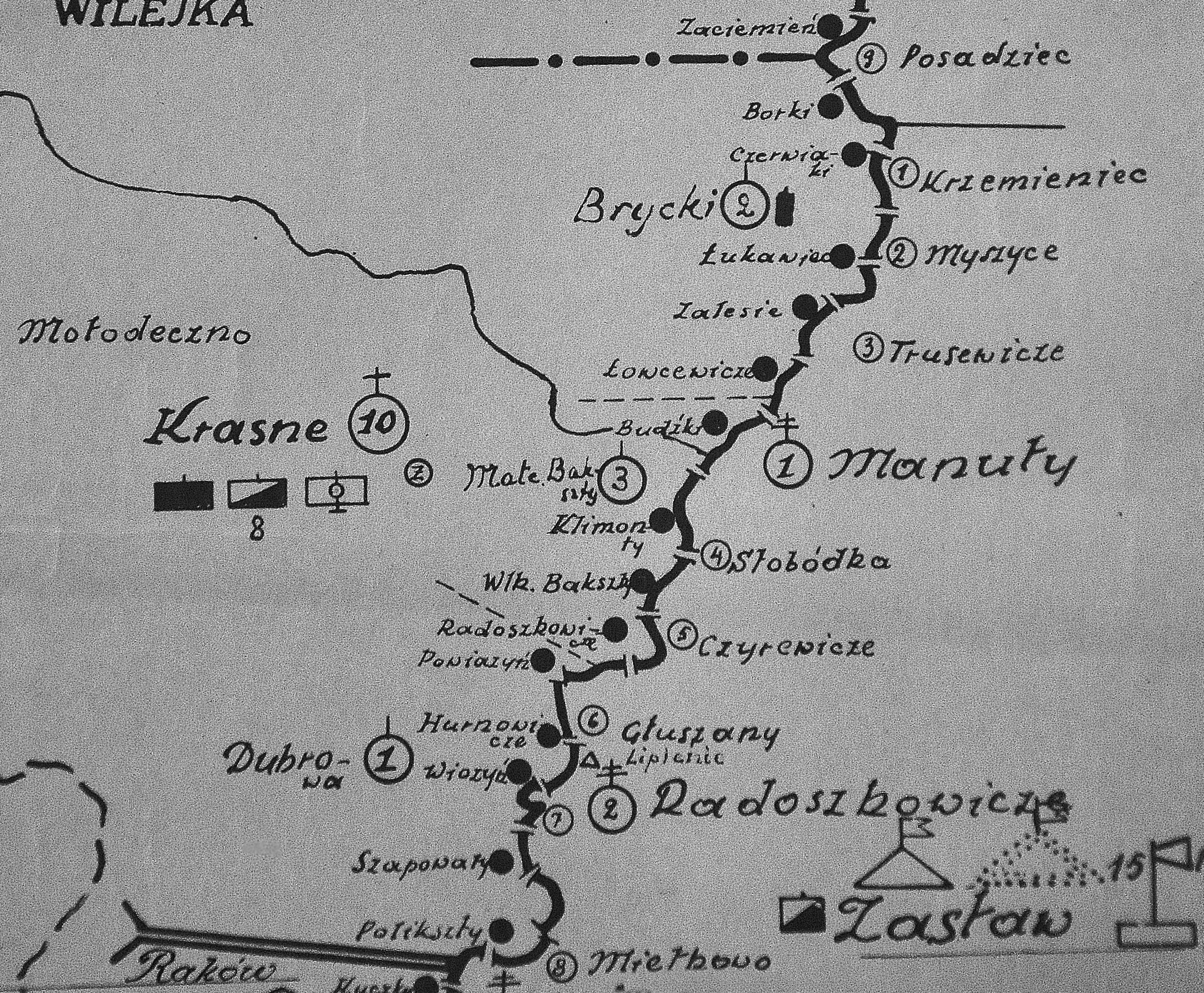
Rozmieszczenie batalionu KOP „Krasne” w 1931

Strażnica KOP „Szapowały” – zasadnicza jednostka organizacyjna Korpusu Ochrony Pogranicza pełniąca służbę ochronną na granicy polsko-sowieckiej.

## Formowanie i zmiany organizacyjne
W 1924, w składzie 3 Brygady Ochrony Pogranicza, został sformowany 10 batalion graniczny. W 1928 w skład batalionu wchodziło 17 strażnic. Strażnica KOP „Szapowały” w latach 1928–1939 znajdowała się w strukturze 1 kompanii KOP „Dubrowa”  batalionu KOP „Krasne”. Strażnica liczyła około 18 żołnierzy i rozmieszczona była przy linii granicznej z zadaniem bezpośredniej ochrony granicy państwowej.
W 1932 obsada strażnicy zakwaterowana była w budynku popolicyjnym. Strażnicę z macierzystą kompanią łączyła droga utrzymana o nawierzchni twardej długości 6 km.

## Służba graniczna
Podstawową jednostką taktyczną Korpusu Ochrony Pogranicza przeznaczoną do pełnienia służby ochronnej był batalion graniczny. Odcinek batalionu dzielił się na pododcinki kompanii, a te z kolei na pododcinki strażnic, które były „zasadniczymi jednostkami pełniącymi służbę ochronną”, w sile półplutonu. Służba ochronna pełniona była systemem zmiennym, polegającym na stałym patrolowaniu strefy nadgranicznej, wystawianiu posterunków alarmowych, obserwacyjnych i kontrolnych stałych, patrolowaniu i organizowaniu zasadzek w miejscach rozpoznanych jako niebezpieczne, kontrolowaniu dokumentów i zatrzymywaniu osób podejrzanych, a także utrzymywaniu ścisłej łączności między oddziałami i władzami administracyjnymi. Strażnice KOP stanowiły pierwszy rzut ugrupowania kordonowego Korpusu Ochrony Pogranicza.
Strażnica KOP „Szapowały” w 1932 ochraniała pododcinek granicy państwowej szerokości 6 kilometrów 860 metrów od słupa granicznego nr 604 do 619, a w 1938 pododcinek szerokości 11 kilometrów 812 metrów od słupa granicznego nr 604 do 628.
Sąsiednie strażnice:
- strażnica KOP „Wiazyń” ⇔ strażnica KOP „Polikszty” - 1928[2], 1929[3], 1931[4] , 1932[5], 1934[6]
- strażnica KOP „Wiazyń” ⇔ strażnica KOP „Kuczkuny” - 1938[7]

## Walki o strażnicę w 1939
17 września 1939 od godziny 4:00 do 6:00 trwała obrona strażnicy „Szapowały”. Dowodzona przez kpr. Niedzielskiego załoga została zaatakowana przez pododdziały 144 pułku kawalerii wspieranego przez baterię artylerii konnej. Po zranieniu dowódcy strażnicy, załoga złożyła broń. Poległo 3 obrońców, ciężko ranny kpr. Niedzielski wkrótce został zamordowany na terenie sowieckiej „zastawy”. Zginęło też kilku czerwonoarmistów.

## Dowódcy strażnicy
- kpr. Niedzielski[13]